# Ruissellement
Cet article concerne l'hydrologie. Pour la théorie économique, voir Théorie du ruissellement.

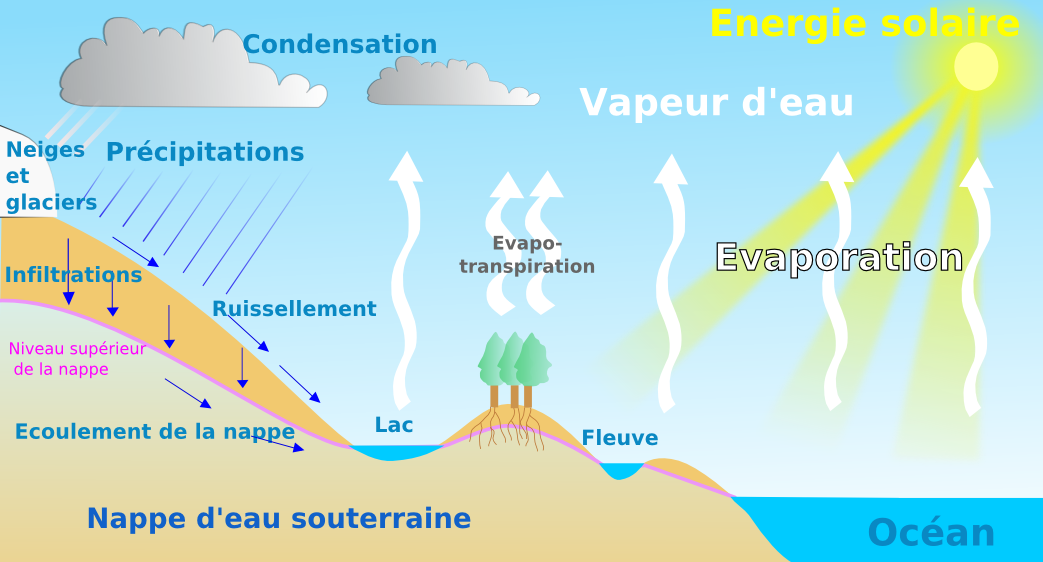
Cycle de l'eau. Les eaux issues du ruissellement (ruisseaux, rivières, fleuves, lacs), appelées cours d'eau de drainage, finissent généralement par rejoindre les mers et les océans.

En hydrologie, le ruissellement ou ruissèlement est l'écoulement des eaux à la surface de la terre, notamment la surface des sols, contrairement à celle y pénétrant par infiltration. L'intensité des précipitations favorise le ruissellement en proportion de l'insuffisance de l'infiltration et de la capacité de rétention de la surface du sol. L'imperméabilisation plus ou moins poussée de la surface conduit au flaquage, puis à l'apparition de ruissellement, qui peut entraîner des fragments d'agrégats ou des particules isolées, provoquant l'érosion du sol qui a lieu lorsqu'il est directement exposé à l'impact des gouttes de pluie (érosion par effet splash et développement d'une croûte de battance, réduits grâce à l'agriculture de conservation), à un ruissellement dispersé important (érosion de ruissellement) ou à un ruissellement concentré (ravinage : formation de rigoles et de ravines).
Les régions tropicales présentent généralement des volumes de ruissellement plus importants. L'Amazone transporte 15 % de toute l'eau retournée dans les océans du monde, tandis que le bassin du Congo représente 33 % du débit des rivières en Afrique. Les régions arides et semi-arides, qui représentent 40 % des terres du monde, ne représentent que 2 % de leur écoulement.

## Ruissellement diffus et concentré

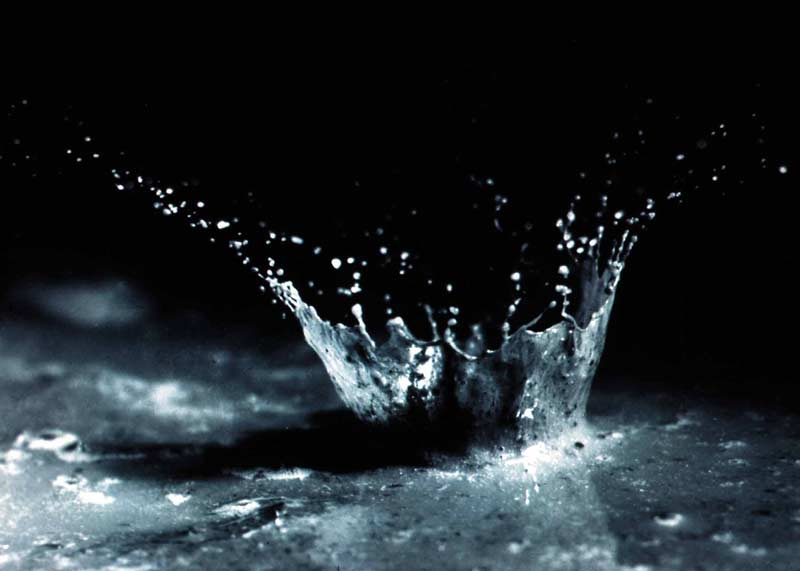
« Effet splash ».

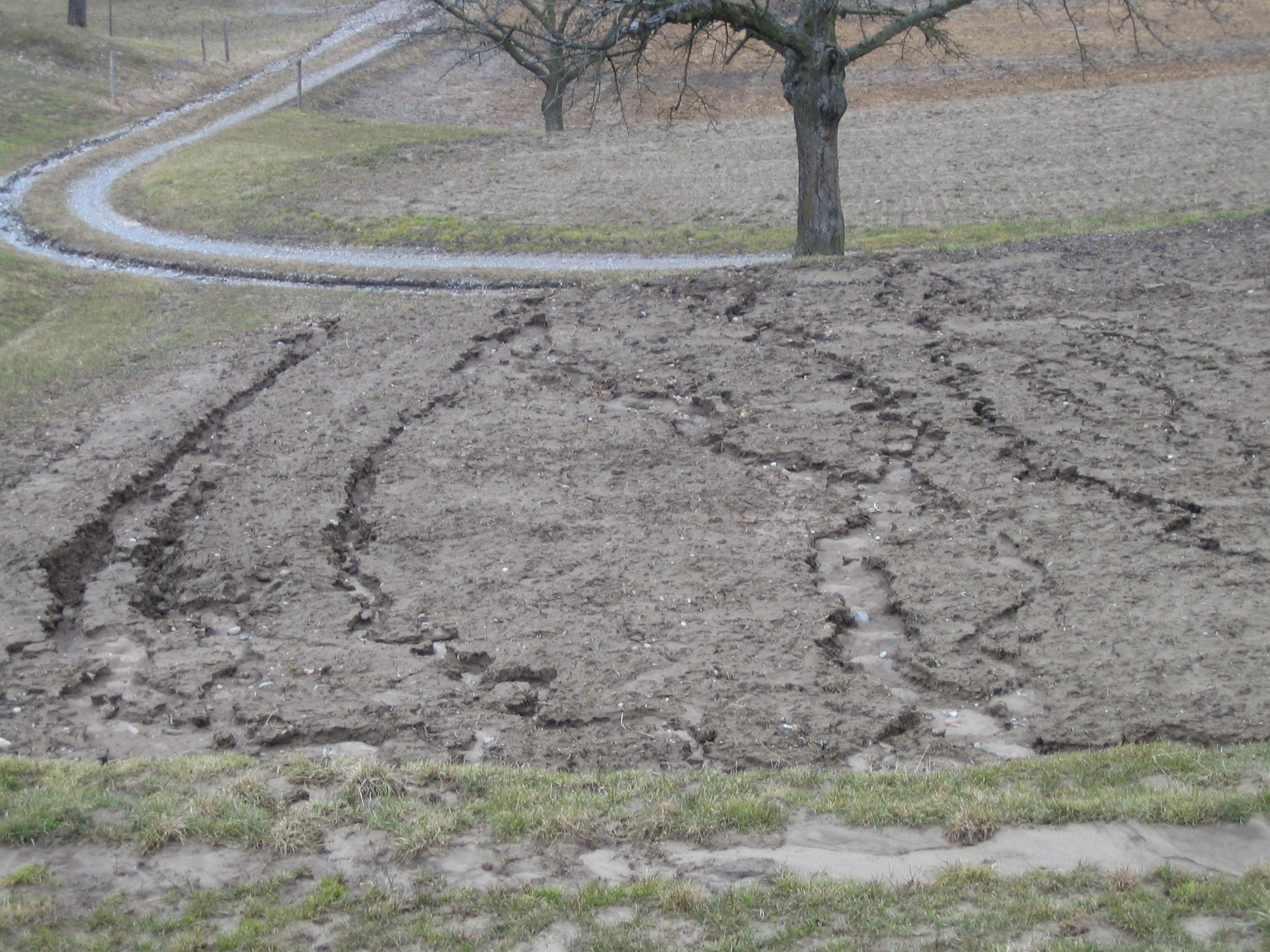
Rigoles ou ravines ?

Le ruissellement diffus ou en nappe, est un écoulement superficiel pelliculaire (sheet wash) ou en filets divagants qui, par érosion pluviale (« effet splash », éclaboussure des gouttes d'eau) et érosion latérale, exporte les particules fines et met en relief les cailloux.
Le ruissellement concentré donne des écoulements linéaires, plus épais et turbulents, capables de générer des incisions linéaires : les chenaux ainsi formés sont plus ou moins grands : rigoles temporaires, ravines permanentes. L'eau qui transporte les matériaux peut se déverser sur la surface d'un bassin-versant élémentaire et transiter par une section droite appelée exutoire ou émissaire.

## Facteurs
Le ruissellement est conditionné par l'importance de l'érosion hydrique qui est fonction de plusieurs facteurs : érosivité de la pluie, infiltrabilité, érodibilité et battance du sol, pente du terrain, occupation des sols (couverture végétale, pratiques culturales).

## Impacts
Le ruissellement est un des moteurs de l'érosion : l'eau qui s'écoule entraîne avec elle des particules plus ou moins grosses en fonction de la quantité d'eau en mouvement et de la pente, ce qui peut avoir un effet abrasif sur le terrain soumis au ruissellement. Il peut causer une perte en terre et en éléments nutritifs préjudiciables au niveau agronomique.
Le ruissellement est également un phénomène pris en compte lors de l'aménagement urbain, car la généralisation des sols imperméabilisés (routes, stationnement automobile, zones bâties, etc.) augmente le ruissellement aux dépens de l'infiltration, ce qui peut conduire à des crues violentes et augmente les risques de saturation des collecteurs d'eau et d'inondation en aval.
Le ruissellement est un facteur d'aggravation des pollutions liées à l'agriculture : les engrais et autres produits de traitement sont entraînés vers les cours d'eau, puis vers la mer, au lieu de rester sur le lieu d'épandage.

### Ruissellement urbain
Le ruissellement urbain est le ruissellement de l'eau de pluie dans les villes et zones urbanisées. Il est un facteur majeur des inondations et de la pollution de l'eau dans les communautés urbaines du monde entier.

### Ruissellement agricole
Le ruissellement agricole est le ruissellement de l'eau de pluie dans les zones de culture.
Le ruissellement agricole est une source majeure de pollution, parfois la seule source, dans de nombreux bassins versants : Ruissellement des sédiments, de nutriments, et de pesticides (Dérive des pesticides). Le ruissellement sur les cultures peut être cause d'érosion, de régression et dégradation des sols. Le ruissellement des sédiments peut être contré par la culture en courbes de niveau, le paillis, la rotation culturale, la plantation de cultures vivaces, l'installation de zones ripariennes tampon.
La « collecte de l'eau de ruissellement » (en anglais « Water harvesting » - WH) consiste en la récolte des eaux de ruissellement à des fins productives. Au lieu de laisser courir l'eau de ruissellement, cause d'érosion, elle est collectée à partir d'une zone non cultivée et employée sur une autre cultivée. Dans les zones semi-arides sujettes à la sécheresse où elle est déjà pratiquée, la collecte de l’eau de ruissellement est une forme de conservation du sol et de l'eau directement productive. Les deux rendements et la fiabilité de la production peuvent être considérablement améliorés avec cette méthode. La récolte de l'eau (WH) peut être considérée comme une forme rudimentaire d'irrigation (dans certaines zones, on parle de culture de ruissellement - runoff farming). La différence est qu'avec WH, l'agriculteur (ou plus généralement l'agro-éleveur) n'a aucun contrôle sur le calendrier. Les eaux de ruissellement ne peuvent être récoltées qu'en cas de pluie.